# Directors of Photography
Directors of Photography è il quinto album del gruppo musicale hip hop statunitense Dilated Peoples, pubblicato nel 2014. Ottiene un punteggio pari a 75/100 su Metacritic.
| Recensione | Giudizio |
| ---------- | -------- |
| AllMusic   | [ 1 ]    |
| XXL        | [ 2 ]    |
| PopMatters | [ 2 ]    |
| HipHopDX   | [ 2 ]    |

## Tracce
1. Intro – 0:53 – Evidence, DJ Babu
2. Directors – 3:31 – Evidence
3. Cut My Teeth – 3:40 – The Alchemist
4. Defari Interlude – 1:20 – Evidence
5. The Dark Room (featuring Vince Staples) – 4:19 – Evidence, Twiz The Beat Pro
6. Good as Gone – 3:45 – DJ Premier
7. Show Me the Way (featuring Aloe Blacc) – 4:08 – Jake One
8. Figure It Out (Melvin's Theme) – 4:25 – DJ Babu
9. Let Your Thoughts Fly Away – 4:27 – Diamond D
10. Century of the Self (featuring Catero) – 3:38 – Oh No
11. @mrevidence Interlude – 1:11 – Evidence
12. The Reversal – 2:51 – DJ Babu
13. Opinions May Vary (featuring Gangrene) – 4:15 – DJ Babu
14. Trouble – 4:35 – Evidence, Bravo
15. L.A. River Drive (featuring Sick Jacken) – 4:41 – The Alchemist
16. The Bigger Picture (featuring Krondon) – 4:07 – 9th Wonder

Tracce bonus
1. Times Squared – 3:05 – Evidence
2. Hallelujah (featuring Fashawn, Rapsody, Domo Genesis, Vinnie Paz & Action Bronson) – 5:46 – DJ Babu

## Classifiche settimanali
| Classifica (2014)         | Posizione massima |
| ------------------------- | ----------------- |
| Stati Uniti               | 41                |
| US Independent Albums     | 8                 |
| US Top Rap Albums         | 6                 |
| US Top R&B/Hip-Hop Albums | 9                 |